# Taeniotes buckleyi
Taeniotes buckleyi là một loài bọ cánh cứng trong họ Cerambycidae.